# Cheerleaders - La supersquadra
Cheerleaders - La supersquadra è un film d'animazione del 2002 diretto da Patrick A. Ventura.
Il film vede come protagoniste un gruppo di tre studentesse cheerleader che scoprono di possedere poteri magici, come la super-forza, la visione a raggi X, e la capacità di volare.